# Thomas Krol
Thomas Krol (n. 16 august 1992, Deventer, Overijssel, Țările de Jos) este un patinator de viteză ce a reprezentat Țările de Jos, medaliat olimpic. A participat la o ediție a Jocurilor Olimpice (2022) în care a câștigat o medalie de aur și o medalie de argint.